# ディヤウス
ディヤウス（द्यौस्、dyaus）あるいはディヤウシュ・ピトリ（द्यौष्पितृ、dyauṣpitṛ）は、ヴェーダに見えるインド神話の神格。天空神であり、雷、雨、豊穣を司る神である。地母神であるプリティヴィー（pṛthvī）の夫であり、ウシャス、アグニ、インドラの父。リグ・ヴェーダ（VII-70-3）では、諸々の河はディヤウスの末娘であるとされる。
他の印欧語族の天空神、例えばギリシア神話のゼウス、ローマ神話のユーピテル、北欧神話のテュールと起源、語源を共有する。
妻のプリティヴィー（mātā pṛthvī）と合わせて、「ディヤーヴァー・プリティヴィー（dyāvā pṛthivī）」という天地両神とされる事も多い。
初めは主神であったが、インドラなどにその地位を奪われていく。